# 김경만 (장기 기사)
김경만(金慶滿, 1937년 3월 15일 ~ 2015년 9월 28일)은 대한민국 프로 장기 기사이다.

## 약력
- 1971년 프로 입단
- 1988년 제1회 주간경향배 패왕전 우승
- 1990년 제8회 KBS 신춘 장기 최고수전 우승
- 1996년 제1회 국수전 우승, 제11회 천석배 준우승
- 2004년 햇터배 한국장기 프로리그 서울지회C팀 2위